# Écran Noir
Écran Noir est le plus vieux webzine francophone de cinéma.

## Historique
Écran Noir est créé le 12 juillet 1996 par Vincy Thomas à Montréal.
En 1997, Écran Noir, avec le concours de Véronique Marino (Volute Productions), crée le site Cannes-fest.com, consacré au Festival de Cannes, qu'il couvre tous les ans en direct de la Croisette. Écran Noir couvre aussi les festivals de Locarno, Berlin, Bruxelles, Londres, etc.
À la fin 1997, Christophe Train et ses Pages du Cinéma Français, encyclopédie consacrée aux légendes et monstres sacrés, rejoint le magazine, suivi par le directeur artistique Laurent Pelletier (PETSSSsss Design). En 1998, le magazine ouvre sa boutique sur Alapage. La rédaction a déménagé de Montréal à Paris en 2000 et en 2005, une nouvelle version du site voit le jour. En 2008, Écran Noir accueille un blog avec fil RSS. 
Depuis sa création, Écran Noir est resté indépendant. 3000 films, 700 stars et cinéastes et 200 entrevues composent l'essentiel de sa base. Des sites anthologiques sur Steven Spielberg, Quentin Tarantino, Martin Scorsese, Jean-Luc Godard, Catherine Deneuve, Romy Schneider ou Marilyn Monroe complètent la ligne éditoriale.
En 1998, Écran Noir est partenaire de TV5 pour le 51e festival de Cannes. De 2002 à 2004, Écran Noir est présent sur les ondes de RTL (On en parlera demain, animé par Eric Jean-Jean). 
Le site est par ailleurs partenaire de nombreux festivals : Cinespana à Toulouse, le festival des scénaristes à Bourges, les Cinéparty au Divan du monde, le festival de films gays et lesbiens de Paris, le festival des cinémas d'Asie à Vesoul, le festival du film d'histoire à Pessac, le FIFET, le festival du cinéma brésilien à Paris, les cycles cinémas du Musée Guimet ou de la Cité des sciences et de l'industrie, les Rencontres Henri-Langlois à Poitiers, ou encore la fête du cinéma d'animation, etc.
À partir de janvier 2009, Écran Noir devient le fournisseur de contenu du blog cinéma du portail Yahoo! France.